# بیت حاضر (روستا)
 بیت حاضر  به عربی ( بیت حَاضِر )، روستایی است در دهستان وادی اجبار از توابع استان 
استان صَنعاء در کشور یمن در شبه جزیره عربستان.

## جمعیت
جمعیت آن (۷۷ ) نفر (۸ خانوار) می‌باشد.